# Man from Interpol
Man from Interpol é uma série de TV de 1960 produzida pelos Danzigers. A série da NBC foi filmada na Inglaterra.

## Premissa
Um agente da Interpol é designado para a Scotland Yard.

## Elenco
- Richard Wyler como Agente da Interpol Anthony (ou Antony) Smith
- John Longden como Superintendente Mercer
- John Serret como Inspetor Gouthier / Inspetor Frenay (Chefe da Polícia Francesa)
- Peter Allenby como Ricardi, do Carabineri italiano

## Recepção
De acordo com o BFI Screenonline, "esta tentativa incômoda de enxertar um herói jovem (a projeção juvenil de Wyler) em uma estrutura robusta de combate ao crime geralmente associada a personagens principais mais maduros - o inspetor Duval de Charles Korvin na série Interpol Calling (ITV) de 1959-60, por exemplo - deu ao Homem da Interpol pouco mais do que um ar de histeria cansada. "